# Georg III. Agmann
Georg III. Agmann (* in Tachau; † 20. November 1547 im Kloster Walderbach) war von 1531 bis 1537 Abt des Klosters Waldsassen.
Georg III. war der letzte Abt des Klosters Waldsassen vor der ersten Aufhebung des Klosters. An der Universität Leipzig erwarb er die Magisterwürde. Sein Rücktritt von der pfälzischen Schutzherrschaft und die Wahl von Johann von Pflug, dem Kanzler Böhmens, als neuen Schutzherren des Klosters, brachte ihn in große Schwierigkeiten.
Als sich der Abt dem Einfluss des Pfalzgrafen Friedrich entziehen und sich unter den Schutz der Krone Böhmen stellen wollte, wurde er 1537 auf Befehl des Pfalzgrafen in Amberg gefangen und in Ketten in den Steinturm gebracht. Nach seinem Gefängnisaufenthalt erlaubte man ihm nur die Zuflucht ins Zisterzienser-Kloster Walderbach, wo er zum Abt gewählt wurde. Er starb 1547 an der Pest. Diesem Waldsassener Abt folgten die Administratoren Johannes von Weeze, Heinrich Rudolf von Weeze und schließlich Pfalzgraf Reichard. 1571 endet auch die Administration des Klosters. Erst Abt Albert Hausner setzte über 150 Jahre später, nach dem Dreißigjährigen Krieg im Zuge der Rekatholisierung durch das Kurfürstentum Bayern die Tradition des Klosters fort.